# Poggio San Marcello
Poggio San Marcello – miejscowość i gmina we Włoszech, w regionie Marche, w prowincji Ankona.
Według danych na styczeń 2010 gminę zamieszkiwało 758 osób przy gęstości zaludnienia 56,1 os./1 km².